# Meinrad Alexius Nossek
Meinrad Alexius Nossek OCist (* 12. Oktober 1891 in Arnsdorf, heute Arnultovice (Rudník); † 6. Dezember 1946 in Wiener Neustadt) war ein böhmischer römisch-katholischer Geistlicher, Zisterzienser und Mundartdichter.

## Leben

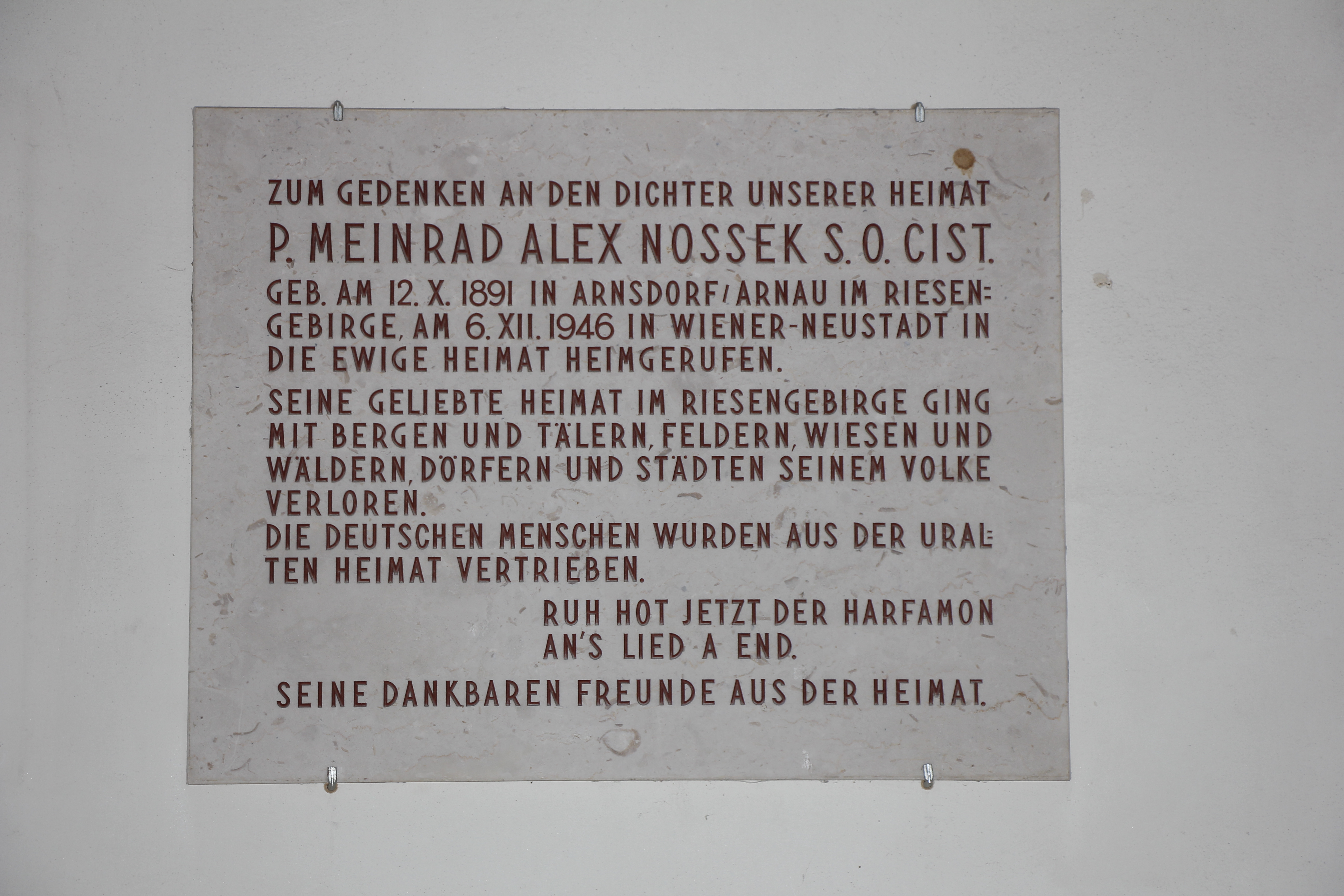
Tafel im Stift Neukloster in Wiener Neustadt

Alexius Nossek wuchs am südlichen Fuß des Riesengebirges in Arnsdorf bei Arnau (heute Hostinné) im Bezirk Hohenelbe (heute in Tschechien) auf. Er studierte Theologie an der deutschen Karl-Ferdinands-Universität in Prag und trat nach kurzem Aufenthalt im Priesterseminar des Bistums Königgrätz 1915 in das Zisterzienserkloster Stift Heiligenkreuz im Wiener Wald ein. Dort nahm er den Ordensnamen Meinrad (nach Meinrad von Einsiedeln) an. Nach seiner Priesterweihe 1919 war er bis zu seinem Lebensende Mönch und Seelsorger im Priorat Neukloster (ehemaliges Stift Neukloster) in Wiener Neustadt (auch Religionslehrer an verschiedenen Gymnasien bis 1940 und wieder ab 1945). Er starb an den Folgen eines Unfalls.

### Der Mundartdichter
Nossek, der sich selbst als „Harfamon“ (Harfenmann) bezeichnete, fand Anerkennung als Dichter in schlesischer Mundart, speziell des Gebirgsschlesischen (auch: Riesengebirgisch). An der Universität Wien wurde 1952 über ihn und sein Werk eine Dissertation verteidigt. Ein Verlag für Vertriebenenliteratur publizierte seine Gedichte 16 Jahre nach seinem Tod. Im Kreuzgang des Neuklosters befindet sich eine Gedenktafel mit folgendem Text:
„Zum Gedenken an den Dichter unserer Heimat P. Meinrad Alex Nossek S.O.CIST [Lebensdaten]. Seine geliebte Heimat im Riesengebirge ging mit Bergen und Tälern, Feldern, Wiesen und Wäldern, Dörfern und Städten seinem Volke verloren. Die deutschen Menschen wurden aus der uralten Heimat vertrieben. Ruh hat jetzt der Harfamon/An’s Lied a End. [Ruhe hat jetzt der Harfenmann/Und das Lied ein Ende] Seine dankbaren Freunde aus der Heimat.“

## Werke

### Mundart
- Derheem zom Rocke. Gedichte, hrsg. von Anton Blaschka (1892–1970). Katholischer Pressverein für Ostböhmen, Trautenau (Trutnov) 1923. (Riesengebirglers Heimatbücher 1).
- Pfafferküchlan. Gedichte. Katholischer Pressverein für Ostböhmen, Trautenau 1927. (Riesengebirglers Heimatbücher 2).
- (postum) Ich möcht om liebsta hejm. Mundartgedichte aus dem Riesengebirge. Riesengebirgsverlag Renner, Kempten/Allgäu 1962.

### Hochdeutsch
- Eine Weihnacht im Stift Heiligenkreuz. Schauspiel in einem Aufzug. Stift Heiligenkreuz 1923.
- Als ich heim gedacht. Gedichte. Selbstverlag, Wiener Neustadt 1927.
- Lobt froh den Herrn. Lieder. Stift Heiligenkreuz, Heiligenkreuz ohne Jahr.